# Jönköpings Södra IF

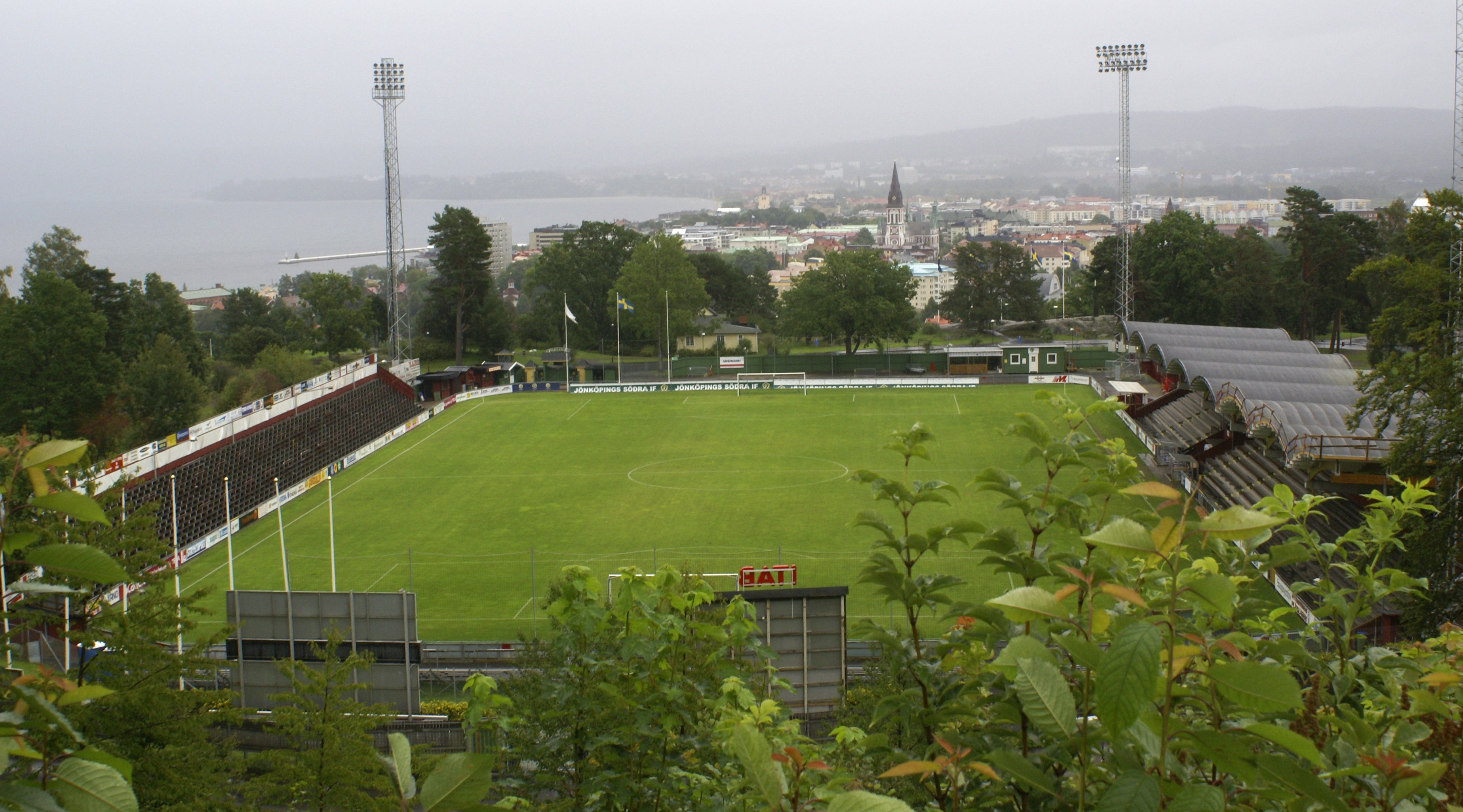
Stadion Stadsparksvallen.

Jönköpings Södra IF (zkráceně J-Södra) je švédský fotbalový klub z města Jönköping, který byl založen 29. listopadu 1922, jiný zdroj uvádí datum založení 9. prosince 1922. Svá domácí utkání hraje na stadionu Stadsparksvallen. Klubové barvy jsou zelená a žlutá.
V sezóně 2012 se klub umístil na 7. příčce švédské druhé nejvyšší soutěže Superettan.

## Historie
Klub doposud nevyhrál žádnou soutěž na domácí scéně (k srpnu 2013), ve švédské nejvyšší lize Allsvenskan skončil jednou na konečné druhé příčce (v sezóně 1949/50).